# Placa comemorativă a lui Onisifor Ghibu (Chișinău)
Placa comemorativă a lui Onisifor Ghibu este o placă comemorativă amplasată pe str. Onisifor Ghibu, 1 în Chișinău, Republica Moldova. A fost un monument de artă și istoric de importanță națională inclus în Registrul monumentelor Republicii Moldova ocrotite de stat cu nr. 319 (municipiul Chișinău), până la excluderea acestuia în 2018. Datează din 1993.